# Hırami-Ahmet-Pascha-Moschee

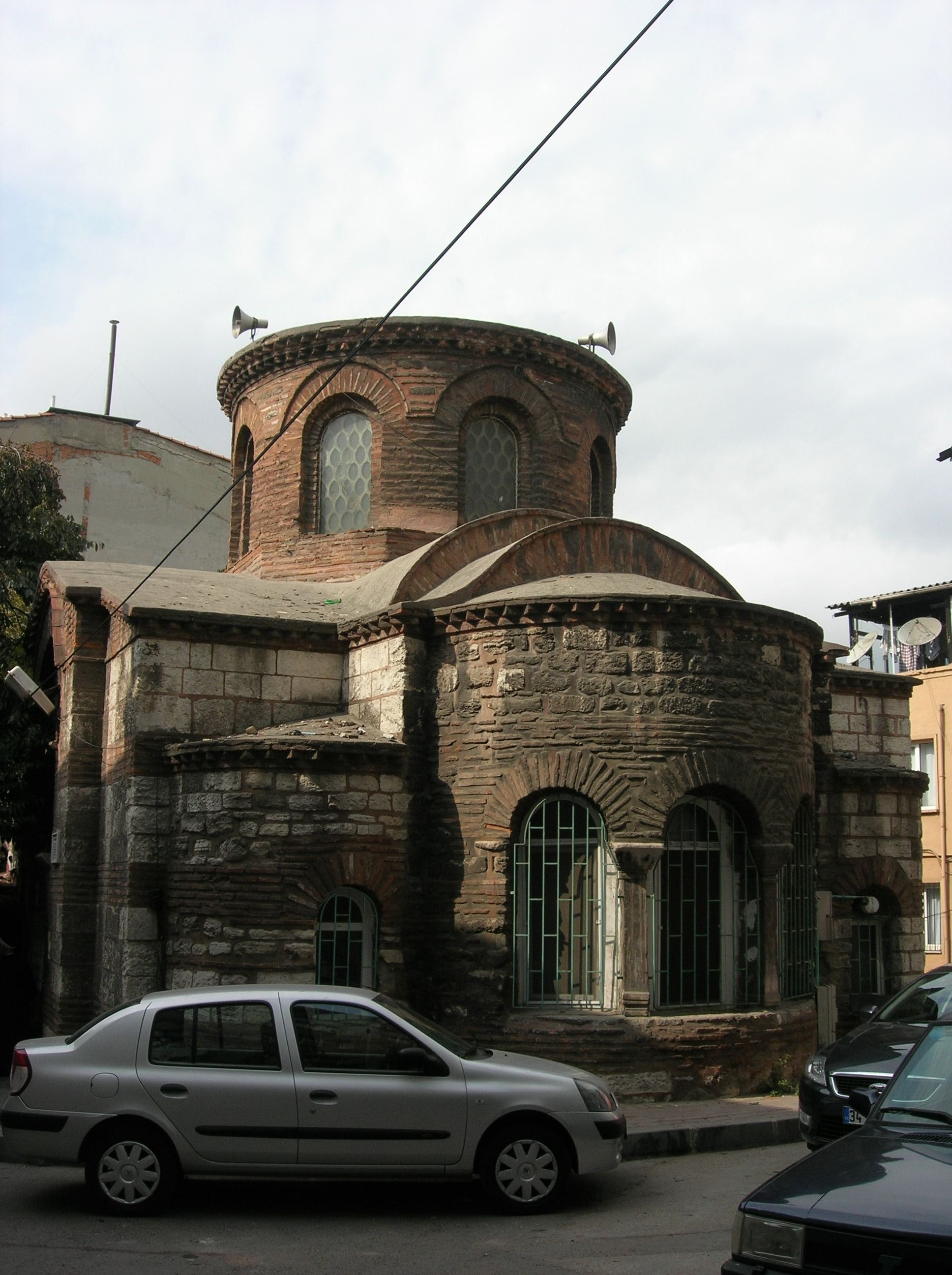
Die Moschee von Osten mit der Apsis im Vordergrund

Die Hırami-Ahmet-Pascha-Moschee (türkisch Hırami Ahmet Paşa Mescidi) ist eine ehemalige griechisch-orthodoxe Kirche und heutige Moschee (Mescit) in Istanbul. Die Kirche war Teil des Klosters Johannes der Täufer bei den Kuppeln (griechisch Ἃγιος Ἰωάννης ὁ Πρόδρομος ἐν τῷ Τρούλλῳ, Hagios Ioannis ho Prodromos en tō Trullō) und wurde in osmanischer Zeit zur Moschee umgewidmet. Sie ist das kleinste noch existierende byzantinische Kirchengebäude des alten Konstantinopel.

## Lage
Das Gebäude liegt im Stadtviertel Çarşamba des Istanbuler Stadtbezirks Fatih in der Koltukçu sokağı an einem kleinen Platz und umgeben von neueren Gebäuden weniger als 400 Meter südlich des Komplexes der Pammakaristos-Kirche (Fethiye-Moschee) und nördlich der Mehmet-Ağa-Moschee.

## Geschichte

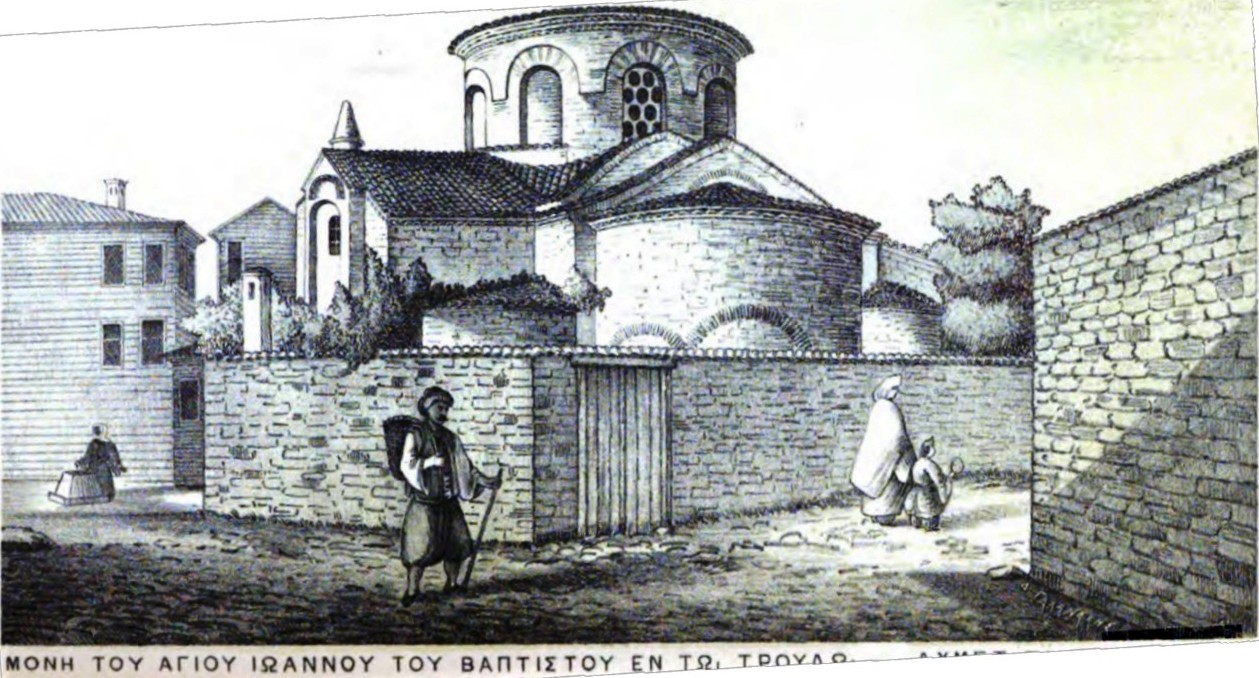
Zeichnung der Moschee aus dem Jahr 1877

Über die Geschichte der Kirche vor der osmanischen Eroberung Konstantinopels im Jahr 1453 ist nichts bekannt. Die Bezeichnung „troullos“ (Lateinisch trullus, Italienisch trullo, Kuppel) kommt vielleicht von dem mit Kuppeln überbauten Palast in der Nähe.  Der Stil des Bauwerks lässt sich auf das 12. Jahrhundert datieren.
Als das Ökumenische Patriarchat von Konstantinopel zwischen 1454 und 1456 von der Apostelkirche in die Pammakaristos-Kirche verlegt wurde, siedelte Patriarch Gennadios Scholarios einige Nonnen des Pammacharistos-Klosters im Nonnenkloster Troullos an, das eventuell bei dieser Gelegenheit gegründet wurde. Während der Herrschaft von Sultan Murat III. wandelte Hırami Amet Pascha, zuvor Agha der Janitscharen, die Pammakristos-Kirche Ende des 16. Jahrhunderts in eine Moschee um. Auch die Johanneskirche baute er um, schloss das Kloster und vertrieb die Nonnen. Dies könnte zwischen 1587/88 (dem Jahr der Schließung des Pammacharistos-Klosters) und 1598 (Tod des Paschas) geschehen sein. Das kleine Gebäude verfiel bis zum Beginn des 20. Jahrhunderts. Es wurde behutsam restauriert und wird seit 1961 wieder als islamischer Andachtsraum genutzt.

## Architektur
Die Kreuzkuppelkirche wurde aus Werksteinen erbaut, die von drei Bändern aus je fünf Reihen Ziegelsteinen unterbrochen werden. Sie besitzt eine dreigeteilte Bema und einen Narthex. Sie ist mit dem Narthex insgesamt nur 15 Meter lang. Die Kreuzarme im Norden und Süden werden von Tonnengewölben überspannt und von Drillingsfenstern in Blendbögen belichtet. Vier Säulen mit Kapitellen tragen eine hohe Kuppel aus roten Ziegelsteinen, die von acht Fenstern durchbrochen wird. Äußerlich wirkt die Kuppel wie ein Rundtürmchen mit flachem Dach. Die drei Apsiden sind halbrund. Die zentrale Apsis ragt weiter nach außen und wird von drei Rundbogenfenstern durchbrochen, die von zwei Säulen getrennt werden. Das Diakonikon wird heute als Mihrab der Moschee genutzt. Die Prothesis wird von einem Tonnengewölbe überspannt. Die Moschee hat kein Minarett.
Vor der Restaurierung war das Gebäude in einem schlechten Zustand: Der Narthex war nahezu vollständig zerstört, die Säulen waren verschwunden und die Wandbilder kaum sichtbar. Die vier fehlenden Säulen wurde durch ältere ersetzt, deren Ursprung unbekannt ist.

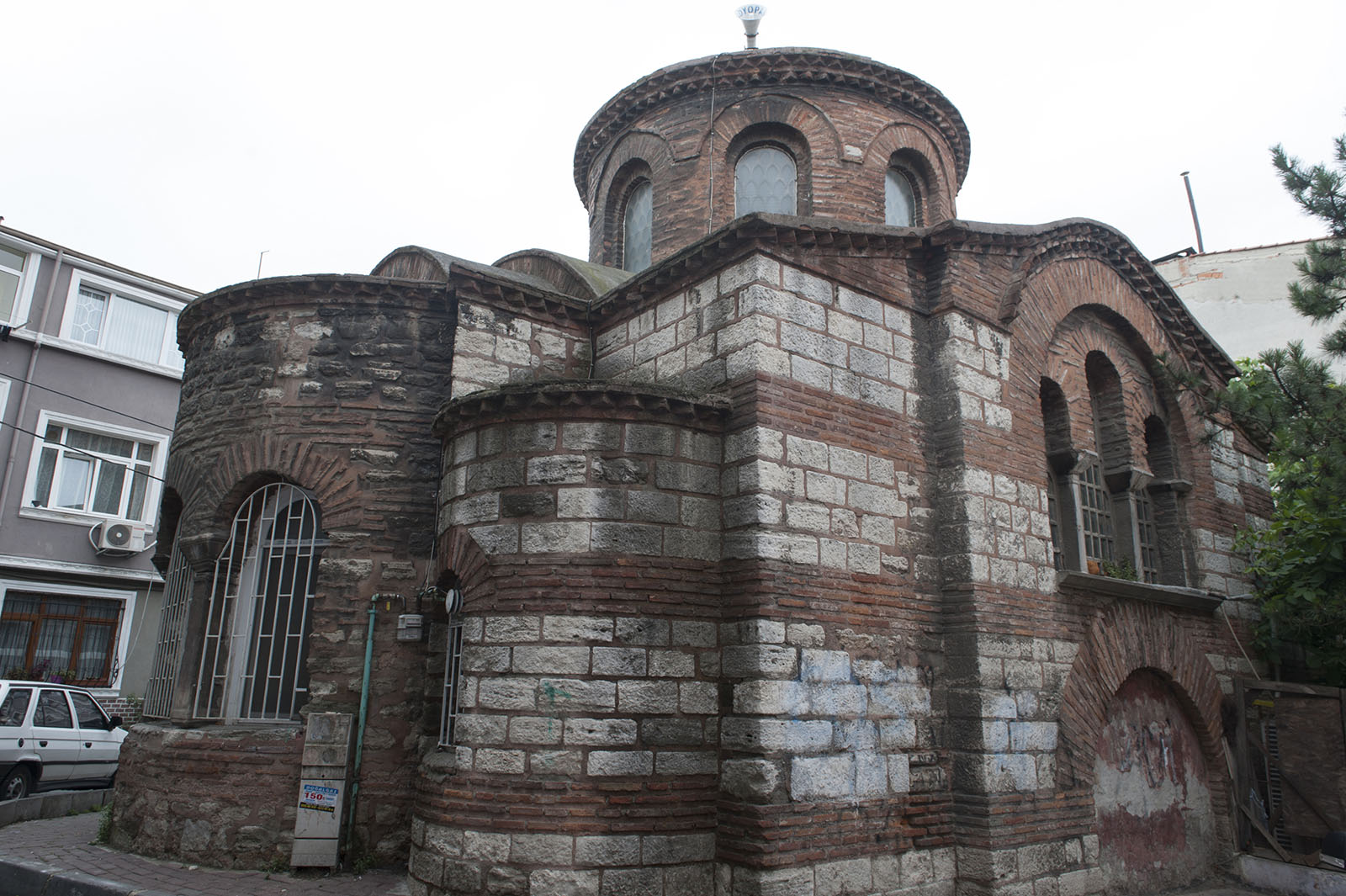
Äußeres der Moschee
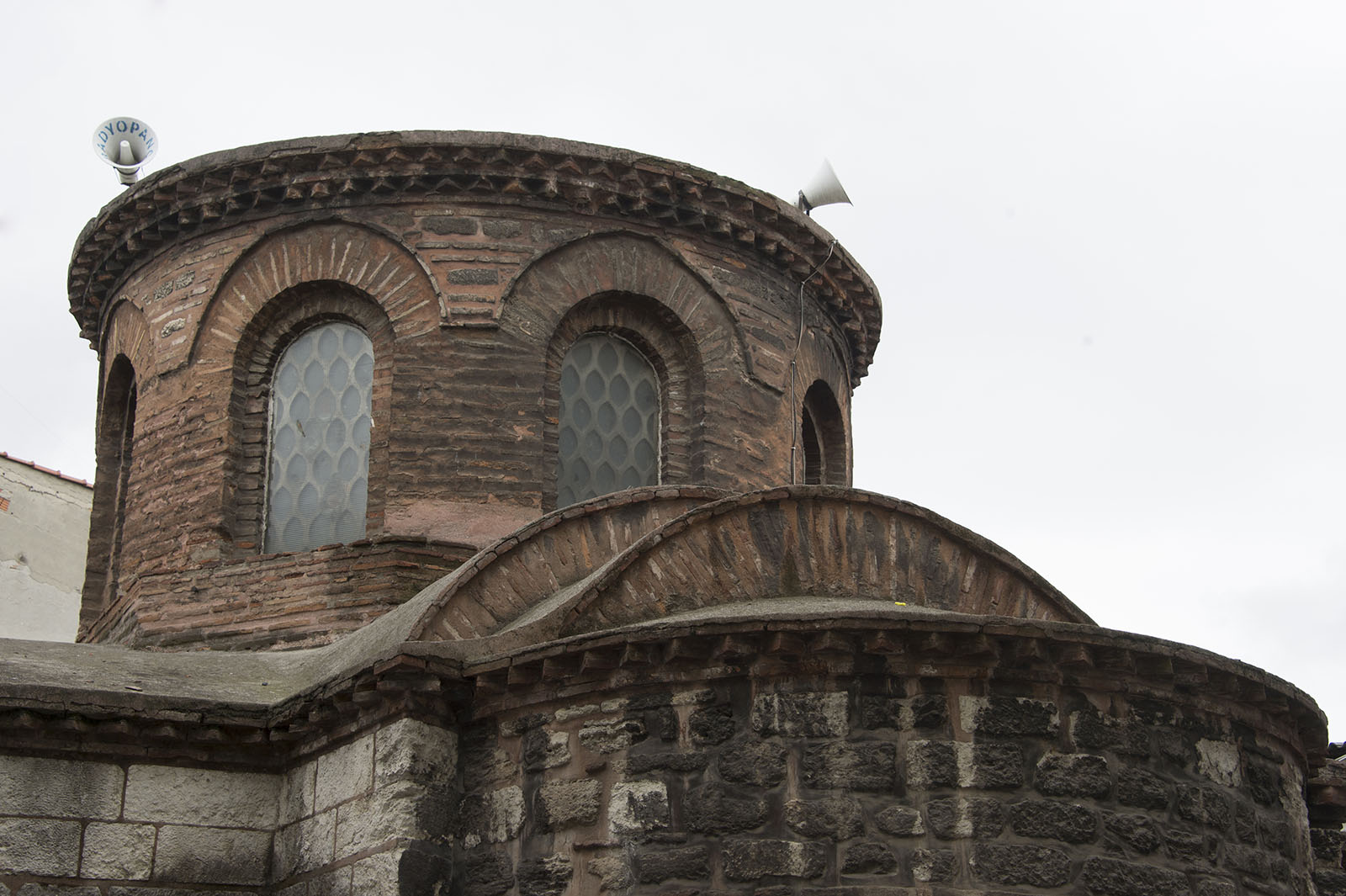
Tambour mit flacher Kuppel
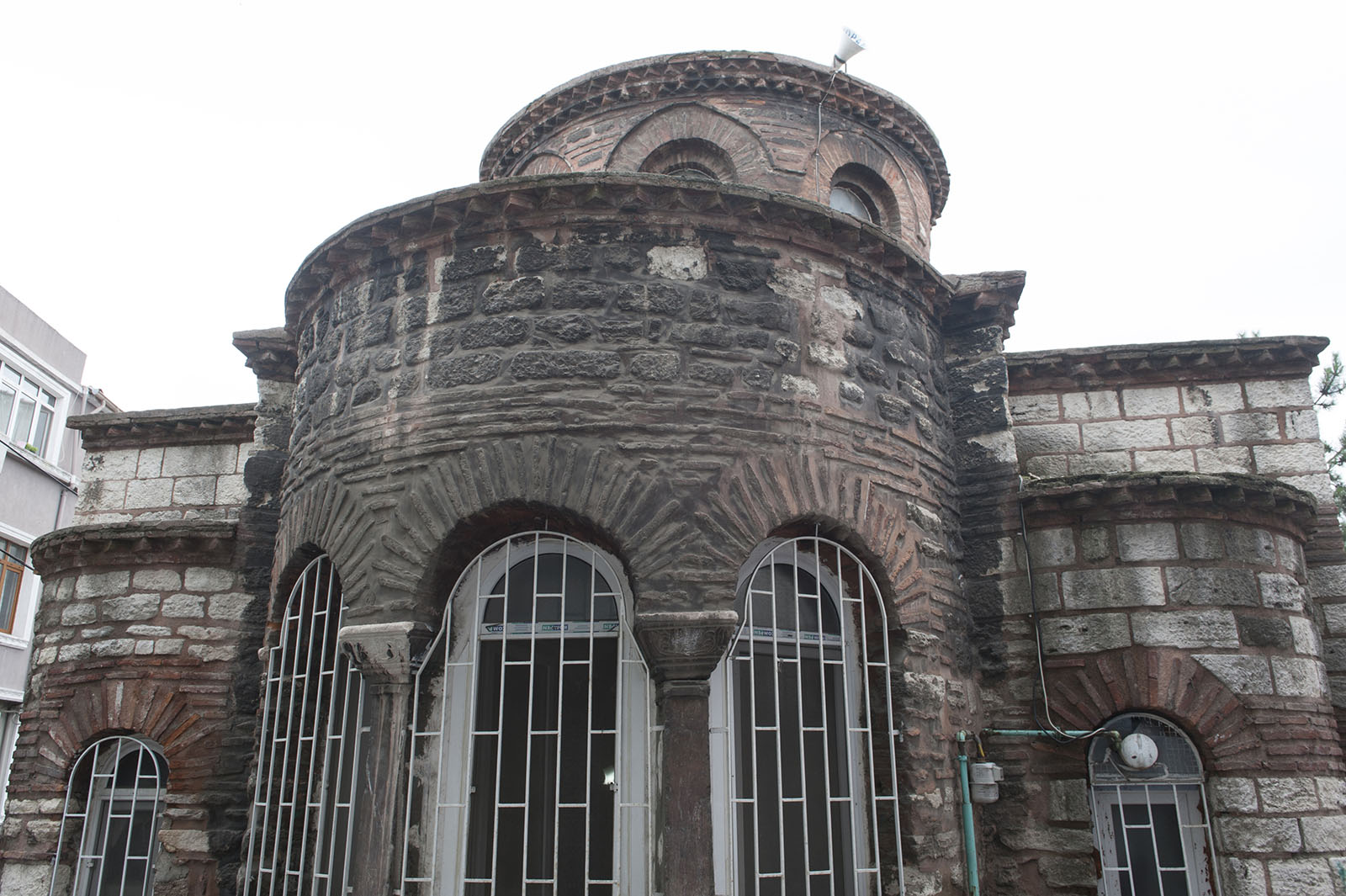
Die zentrale Apsis ragt weit aus dem Gebäude hervor
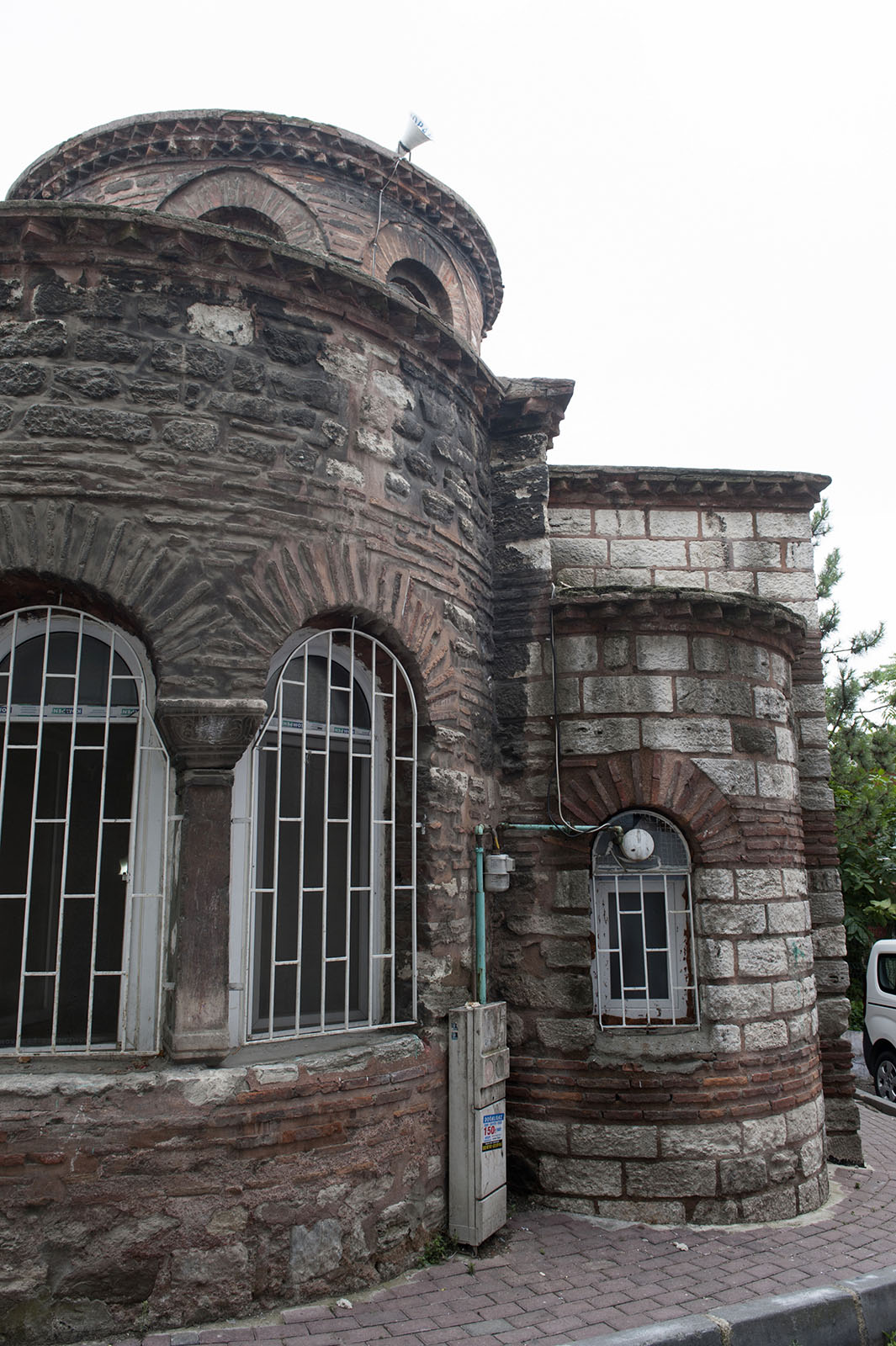
Die seitlichen Apsiden sind kleiner und gedrungener
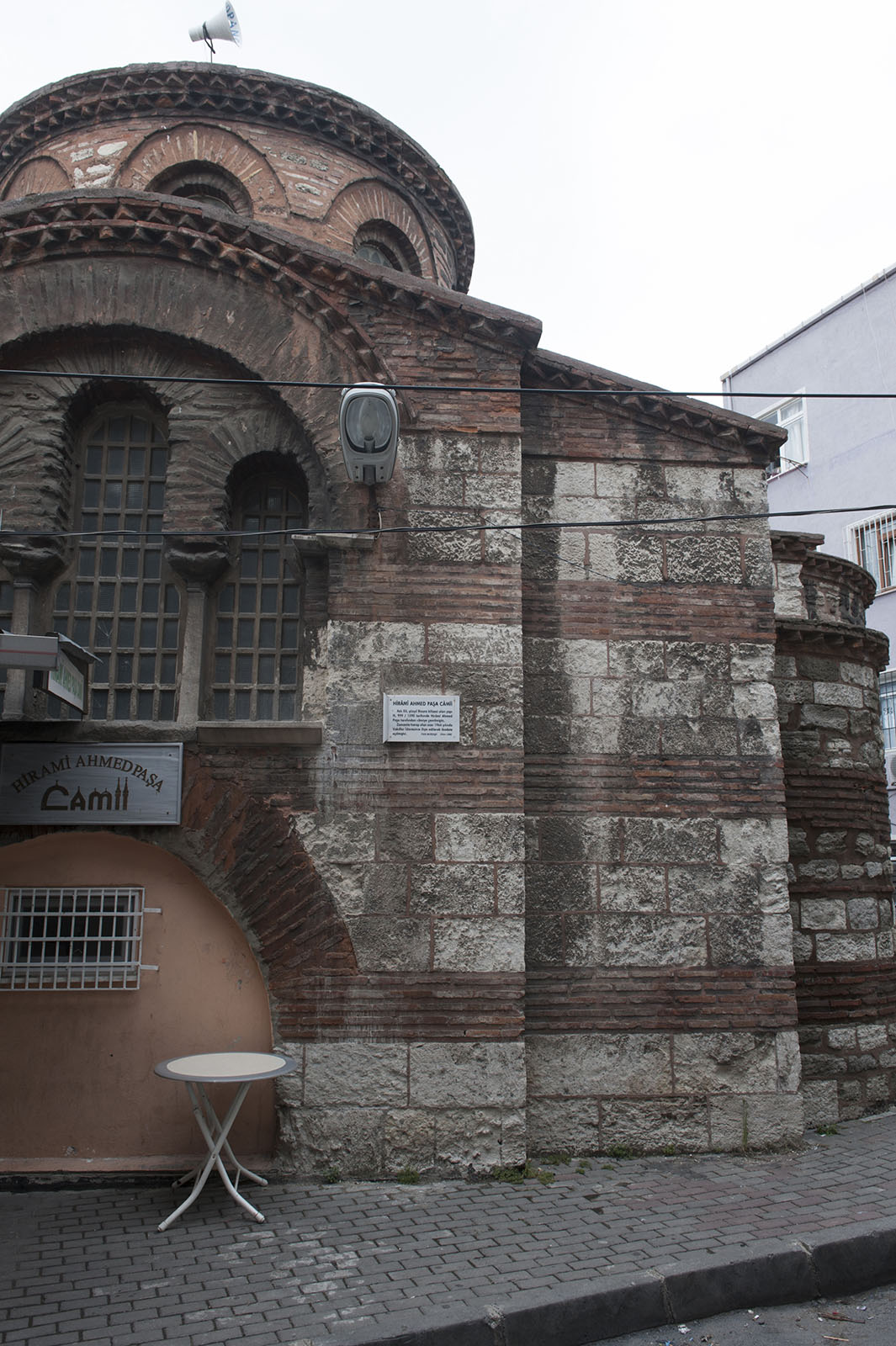
Im Eingangsbereich ist das gebänderte Mauerwerk aus Ziegel- und Werksteinen gut erkennbar
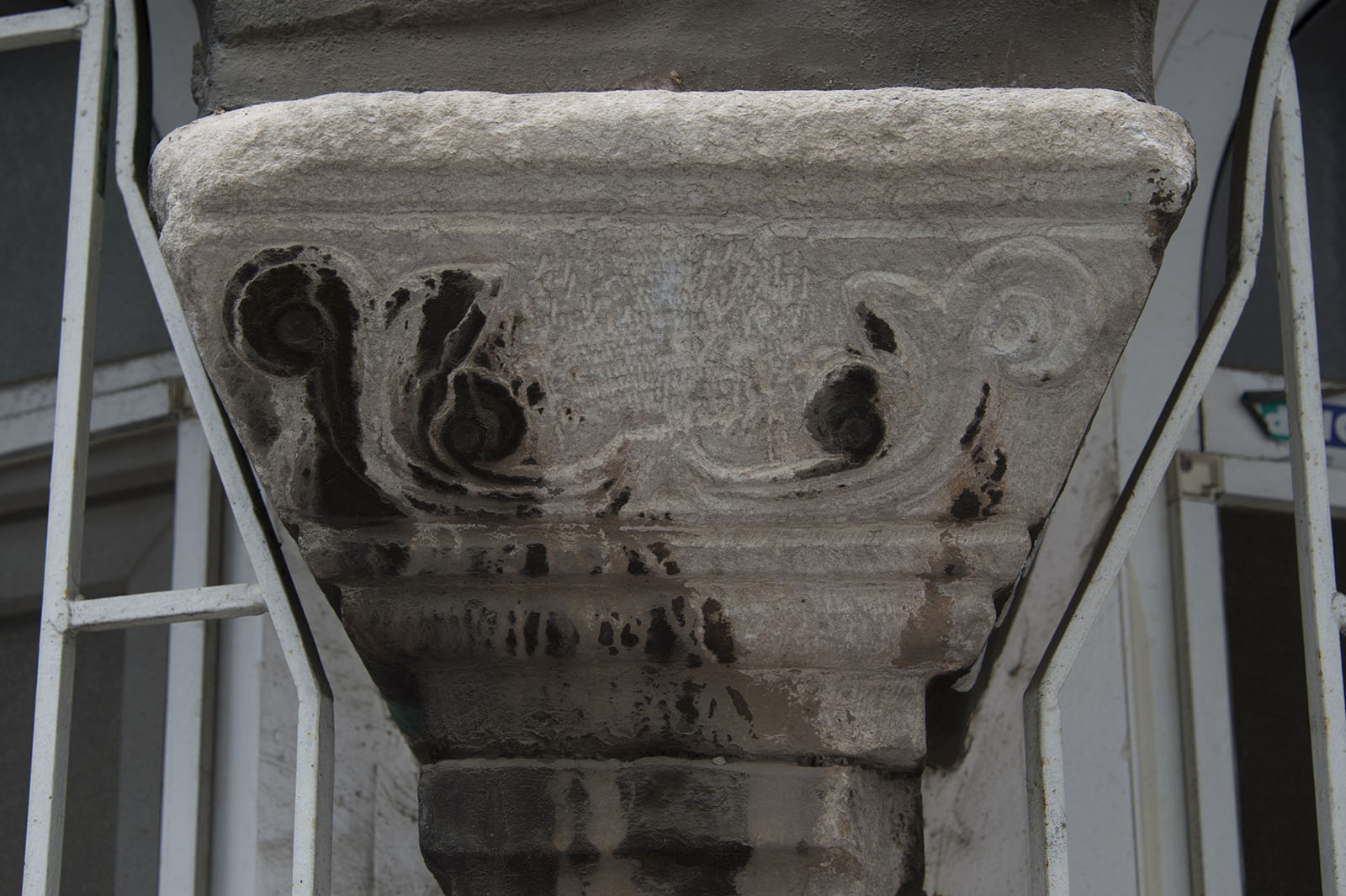
Säule am Fenster der zentralen Apsis